# Manuel Oribe
Manuel Ceferino Oribe y Viana (26 de agosto de 1792 - 12 de noviembre de 1857) fue un militar y político uruguayo, presidente constitucional de Uruguay entre 1835 y 1838 y fundador del Partido Nacional.

## Biografía
Manuel Oribe era hijo del capitán Francisco Oribe y de María Francisca Viana, descendiente del primer gobernador de Montevideo, José Joaquín de Viana, y hermano de María Josefa Francisca Oribe y Viana e Ignacio Oribe. Se casó con su sobrina Agustina Contucci y Oribe, con quien tuvo cuatro hijos.
Al comienzo de la revolución independentista en el Río de la Plata se enroló en las filas patriotas como voluntario. 
Su bautismo de fuego tuvo lugar en la batalla de Cerrito, el 31 de diciembre de 1812, en el transcurso del segundo sitio de Montevideo (1812-1814), hecho de armas que concluyó en una victoria de los patriotas. Participó luego al lado de José Artigas de la resistencia de los orientales contra la invasión Luso-Brasileña del año 1816.
A fines del año 1817, caído ya Montevideo en poder de los luso-brasileños, Oribe, engañado por las promesas del Director Juan Martín de Pueyrredón al que sólo le movía el empeño de restarle elementos a Artigas, abandonó la lucha y pasó a Buenos Aires junto con su hermano Ignacio y el coronel Rufino Bauzá, llevándose consigo el Batallón de Libertos y un batallón de artillería.

### Enemistad entre Rivera y Oribe
El historiador Francisco Bauzá, hijo de Rufino Bauzá, en su obra "Historia de la dominación española en el Uruguay" (1880-1882), argumenta que ante la insistencia casi obsesiva de Artigas en nombrar a su favorito, Fructuoso Rivera, como comandante militar al sur del río Negro para hacer frente a la invasión, Rufino Bauzá y Manuel Oribe se habrían manifestado en contra, situación que generó un violento intercambio de palabras con un Artigas al que ya la situación militar se le iba de las manos. 
La enemistad personal entre Rivera y Oribe, que al parecer data de tales acontecimientos, decidió al joven oficial a abandonar a su jefe. Carlos Federico Lecor, comandante del ejército ocupante, no opuso traba alguna al pasaje de los oficiales orientales a Buenos Aires, por más que no pudo atraerlos a su causa. Rivera y su gente quedaron al servicio del invasor lusitano.

### Primer período en Buenos Aires
En Buenos Aires, según se sabe por la compulsa de la papelería de la época, desde 1819, Oribe, junto a Santiago Vázquez y otros orientales residentes allí, opuestos por igual a la ocupación portuguesa y brasileña como a Artigas, habría integrado una sociedad secreta, llamada Sociedad de los Caballeros Orientales, la cual esperó al menos hasta el Congreso Cisplatino de 1821 para emprender el retorno a la, desde entonces, llamada Provincia Cisplatina y comenzar sus trabajos para revertir la situación.
Entretanto, tras la derrota definitiva de Artigas (e incluso antes de ella) otro sector de la clase dirigente oriental se había adherido a los ocupantes, aceptando y colaborando en los hechos estrechamente con los portugueses. Este sector será el único que esté representado en el Congreso Cisplatino de 1821.
La ocupación de la Banda Oriental y su transformación en "Provincia Cisplatina" por parte de las tropas portuguesas y brasileñas había traído como consecuencia adicional la fractura de los sectores dirigentes, que desde entonces se alinearon en dos grupos separados por la aceptación o no de aquella presencia militar: 
- El grupo montevideano -incluido Fructuoso Rivera -, pro portugués, llamado Club del Barón, por su proximidad al comandante invasor Carlos Federico Lecor (Barón de la Laguna),
- Los exiliados en Buenos Aires, donde Oribe revistaba, fuertemente influido por el unitarismo (aunque luego Oribe se destacó como un general del federalismo), y partidario de la reincorporación a las Provincias Unidas del Río de la Plata en cuanto fuera posible.

Esta división es el antecedente más remoto del surgimiento de las divisas tradicionales del Uruguay, luego transformadas (cuando tuvieron un programa escrito) en modernos partidos políticos: respectivamente el Partido Blanco y el Partido Colorado.

### Regreso a Montevideo

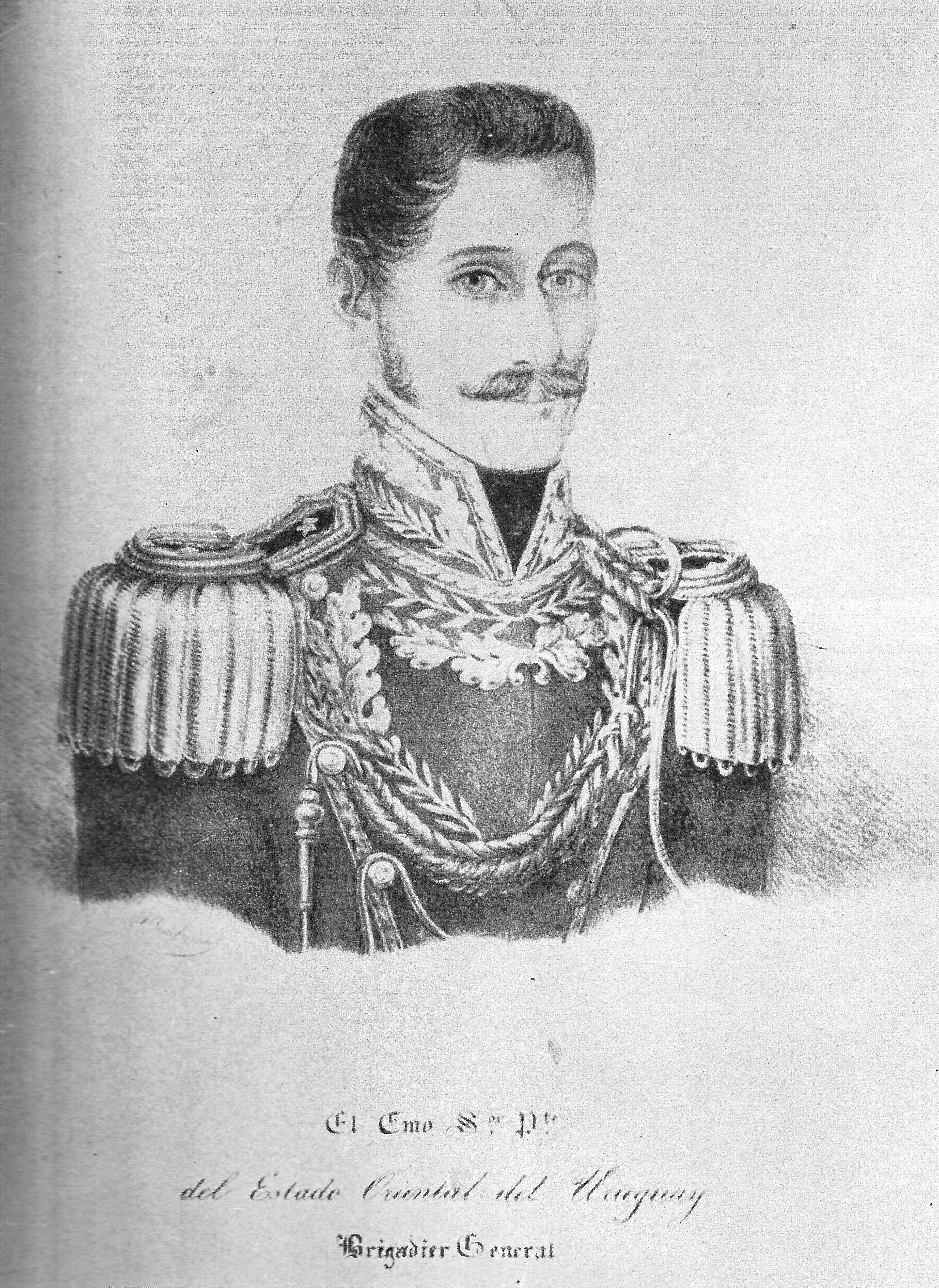
Manuel Oribe, dibujo de Jules Daufrene.

En 1821 Oribe volvió a Montevideo y el día en que se produjo la lucha entre los portugueses, realistas fieles y los partidarios del Imperio del Brasil que venía de proclamar a Pedro I como emperador, tomó partido por los portugueses, mientras sus compañeros se movían en el sentido de involucrar a algunas de las Provincias Unidas del Río de la Plata en el sostenimiento de su causa. 
Oribe recibió el cargo de sargento mayor en las fuerzas del general Álvaro da Costa, el cual continuaba dueño de Montevideo, mientras que Carlos Federico Lecor, vuelto al lado brasileño, mantuvo el control de la campaña desde su cuartel en Canelones, para lo cual contó con el invalorable sostén que le daba el tener de su lado al excomandante artiguista Fructuoso Rivera, cooptado por el grupo pro portugués (y ahora unánimemente pro brasileño) en marzo de 1820.
Da Costa, sin medios para resistir por mucho tiempo, y a decir verdad, a la espera de una definición en la guerra entre Portugal y Brasil por la independencia de este último país, embarcó para Lisboa con sus tropas en febrero de 1824, abandonando completamente a su suerte al grupo de los Caballeros Orientales que se había aferrado a sus armas como posibilidad para triunfar. Oribe y su círculo, sabedores de lo que les esperaba si caían en manos de Lecor, abandonaron Montevideo, regresando a Buenos Aires para un segundo exilio. El último día de febrero de 1824, Lecor y Rivera entraron en Montevideo sin disparar un tiro, y conminaron al Cabildo a jurar fidelidad al emperador Pedro I de Brasil.

### Segundo exilio en Buenos Aires
Nuevamente el grupo disperso hubo de reunirse en Buenos Aires, más exactamente en un saladero del entonces partido (hoy barrio) porteño de Barracas, del que era administrador el oriental Pedro Trápani. Allí, y tras las fuertes medidas represivas de los brasileños contra los partidarios del movimiento de 1822 y 1823, que llegaron incluso a las confiscaciones de ganados y bienes de estancieros de Buenos Aires como Bernardino Rivadavia y Juan Manuel de Rosas, cundió la alarma en estos sectores, que vieron cómo las reses de los campos orientales eran arreadas para los saladeros de Río Grande del Sur, que en poco tiempo comenzaron a desbancar a sus similares de Buenos Aires en el mercado local.
Los exiliados orientales recibieron la visita y el apoyo monetario de Juan Manuel de Rosas, poderoso estanciero y saladerista, que se convirtió en uno de los principales financiadores de la expedición que la historia conocería como Cruzada Libertadora. Es posible que de estos hechos date el comienzo del vínculo, muy estrecho después, entre Manuel Oribe y Juan Manuel de Rosas, considerado por San Martín el gran defensor del americanismo, de ahí que le regalara su espada de honor. La consigna por la que convocaban a los patriotas era clara; recuperar, según el ideario artiguista, la Banda Oriental para las Provincias Unidas del Río de La Plata, de ahí que los panfletos revolucionarios reclamaban a los patriotas con el lema Argentinos Orientales, a fin de que se sumaran a la heroica Cruzada.

### Los Treinta y Tres Orientales
El 19 de abril de 1825 se produjo el ingreso a la llamada Provincia Cisplatina por parte de un pequeño grupo comandado por Juan Antonio Lavalleja y Manuel Oribe, al que se conocería como los Treinta y Tres Orientales. Poco más tarde, Oribe llegará frente a Montevideo con fuerzas a su mando y pondrá sitio a la ciudad, a la cual liberará desalojando a las tropas brasileñas. Fue promovido a teniente coronel el 19 de septiembre de 1825 y se encontró en la batalla de Sarandí el 12 de octubre por lo que fue ascendido a coronel tras la victoria oriental. Meses más tarde, el 9 de febrero de 1826, Oribe obtuvo una completa victoria sobre la fuerte columna brasileña en el llamado combate del Cerro.
También estuvo presente el 20 de febrero de 1827 en la victoria de las armas argentino-orientales sobre las imperiales brasileñas en Ituzaingó.
Pese a todos los esfuerzos y los triunfos bélicos, la misión original fue desvirtuada, ya que la Convención Preliminar de Paz declaró la creación de un Estado libre e independiente, quedando así separada la Provincia Oriental de las Provincias Unidas, pasándose a llamar desde entonces Estado Oriental del Uruguay.
A pesar de estar fuertemente identificado con el grupo que rodeaba a Juan Antonio Lavalleja, el 14 de agosto de 1832, durante la primera administración de Fructuoso Rivera fue designado coronel mayor, y el 9 de octubre de 1833 fue nombrado Ministro de Guerra y Marina. Será ascendido a brigadier general el 24 de febrero de 1835. El propio Rivera patrocinó la candidatura de Oribe para sucederlo en el mando presidencial, siendo elegido el 1 de marzo de 1835 como segundo presidente constitucional.

### Primera presidencia de Oribe
El primer gobierno de Rivera, entre 1830 y 1834, había transcurrido en su casi totalidad bajo la vigencia del régimen de fronteras abiertas impuesto por la Convención Preliminar de Paz. Su administración, de hecho ausentista, ya que pasó la mayor parte del tiempo en Durazno, ciudad que había fundado en 1821, fue llevada adelante por un círculo exclusivista de políticos vinculados al antiguo partido pro portugués y pro brasileño: Los cinco hermanos (Lucas José Obes y sus cuatro cuñados), lo que provocó dos movimientos insurreccionales de Juan Antonio Lavalleja en 1832 y 1834, ambos fácilmente derrotados. Manuel Oribe no tomó parte en tales movimientos.
La historiografía nacionalista ha criticado a Rivera y su primera presidencia como ejemplos de ineficacia administrativa, contrastándola con la solvencia de Oribe desde 1835. En realidad, se trataba no solo de dos personajes notoriamente diferentes en lo individual y en los estilos de mando, sino de dos situaciones distintas del país. En 1835, vencido el plazo mencionado antes por el cual la Convención Preliminar de Paz preveía el ingreso de fuerzas argentinas o brasileñas al país en caso de hallar estos gobiernos algún peligro en la situación política del Uruguay, era momento de echar a andar el estado y poner en plena vigencia la Constitución de 1830, hasta entonces casi no aplicada.
Esto es lo que explica el contenido de la primera presidencia de Oribe, en la cual desde un principio no se quiso dejar ningún asunto administrativo por resolver. Desde la elaboración del Gran Libro de Deudas de 1835 (primer esbozo de la contabilidad del estado uruguayo), pasando por la creación de un sistema de jubilaciones y pensiones en ese mismo año, a Presentación de un proyecto para formar una universidad nacional, que quedó sin efecto debido a las luchas políticas y luego, a la Guerra Grande, que se extendería hasta 1851. El gobierno de Oribe aparece como el primero que tuvo la intención, frustrada, de formar las clases dirigentes del Uruguay, sin recostarse en ningún poder fuera de fronteras. Fue recién en 1849 que integrantes del Gobierno de la Defensa y Joaquín Suárez fundaron solemnemente la Universidad de la República. En el plan de 1849 se creaban cuatro facultades: la de Ciencias Naturales, la de Medicina, la de Jurisprudencia y la de Teología. La que comenzó a funcionar fue la Facultad de Jurisprudencia, hoy de Derecho, fundamentalmente a partir de su cátedra de Derecho Civil. El primer curso de esta cátedra fue dictado en 1851 por el jurisconsulto argentino Dr. Alejo Villegas, exiliado en este país desde 1828 hasta 1852.

#### Gabinete de gobierno
| Ministerio                       | Nombre                       | Período     |
| -------------------------------- | ---------------------------- | ----------- |
| Gobierno y Relaciones Exteriores | Francisco Llambí             | 1835 - 1837 |
| Gobierno y Relaciones Exteriores | Juan Benito Blanco           | 1837 - 1838 |
| Gobierno y Relaciones Exteriores | Carlos Jerónimo Villademoros | 1838        |
| Hacienda                         | Juan María Pérez             | 1835 - 1838 |
| Hacienda                         | Francisco Joaquín Muñoz      | 1838        |
| Guerra y Marina                  | Pedro Valerio Lenguas        | 1835 - 1838 |

#### Rivera derrota a Oribe
En julio de 1836 Rivera, agraviado por las resultancias a que arribó una comisión nombrada para examinar las cuentas de su período de gobierno y también destituido del cargo de comandante de la campaña, recurrió a las armas, siendo derrotado el 19 de septiembre de ese año en campos de Carpintería, en el departamento de Durazno, refugiándose poco después en el Brasil, donde se vinculó a la Revolución de los Farrapos de la República Riograndense, a la que se habían adherido algunos de sus ex camaradas de armas del ejército portugués, como Bento Gonçalves da Silva.
Volvió a intentarlo Rivera al año siguiente reforzado con tropas riograndenses, y consiguió derrotar a Oribe el 22 de octubre de 1837, en Yucutujá, en el departamento de Artigas. Poco después, Rivera es derrotado en la acción del Yí, pero la victoria brasileño-riverista de Palmar, el 15 de junio de 1838, dejó la República en manos de Rivera. 
Por otro lado, el bloqueo impuesto por una flota francesa a Buenos Aires, gobernada por su aliado en este conflicto, el caudillo gobernador de la provincia de Buenos Aires, Juan Manuel de Rosas, dejó incomunicado al presidente Oribe. Presionado desde el río y sitiado en la capital, Oribe presentó, dejando sentada su protesta y legitimidad del cargo que le obligaban a abandonar, su renuncia el 24 de octubre de 1838.

### Tercer exilio en Buenos Aires
Pasó a Buenos Aires, donde Rosas lo recibió como presidente legal del Uruguay, y utilizó su experiencia militar incorporándolo al ejército que comandaba, por entonces en lucha contra el Partido Unitario. Oribe combatió a la Coalición del Norte, formada por las provincias de Tucumán, Salta, La Rioja, Catamarca y Jujuy en 1840 y 1841.
Batalló contra el general Juan Lavalle, venciéndolo en la batalla de Quebracho Herrado el 28 de noviembre de 1840, y otra vez en la batalla de Famaillá, el 17 de septiembre de 1841. Tomó prisionero al gobernador de Tucumán, Marco Avellaneda, al que hizo degollar y exhibir su cabeza en una pica en la plaza pública de Tucumán. Desde aquí en adelante, la oposición unitaria y sus aliados colorados del Uruguay insistieron cada vez más en la imagen del Oribe degollador y asesino, al igual que la de Rosas. La literatura de opositores políticos a este último como las Tablas de Sangre escritas por el cordobés José Rivera Indarte cargaron las tintas sobre este tema, creando la imagen de la exclusividad de la violencia por los federales y los blancos. En realidad, el monopolio de la violencia no pertenecía a ningún bando, como puede desprenderse, por ejemplo, de la correspondencia de Lavalle.
Tras vencer al gobernador de la provincia de Santa Fe, Juan Pablo López, pasó a Entre Ríos. Allí, al frente de un poderoso ejército, el 6 de diciembre de 1842 derrotó en batalla de Arroyo Grande al ejército de Rivera que, en guerra contra Juan Manuel de Rosas desde marzo de 1839, había invadido la provincia de Entre Ríos.
Rivera en derrota repasó el Uruguay frente a Salto, retornando apresuradamente a Montevideo donde sólo pudo entregar el mando en el presidente del Senado, Joaquín Suárez, y salir nuevamente a campaña para recomponer su ejército deshecho.

### Sitio a Montevideo

Bandera del Estado Oriental del Uruguay usada por las fuerzas del Partido Blanco hasta 1851.

Mientras Oribe avanzaba sobre Montevideo, el 12 de diciembre el gobierno informa sobre la derrota del ejército aliado de operaciones en Entre Ríos al mando del presidente y, rápidamente, crean el Ejército de reservas para proteger Montevideo, comandado por el militar unitario argentino José María Paz y el oriental Melchor Pacheco y Obes. A él se sumaron varios grupos de las colectividades francesa, española e italiana que formaron "legiones" que numéricamente superaron en conjunto a los propios efectivos orientales con los que contaban los colorados. Entre estas legiones figuraba José Garibaldi.
Además el ejército estaba formado por esclavos (de 10 años de edad en adelante)[cita requerida] incorporados por leva forzosa, a pesar de que desde 1814 se establecía abolida la esclavitud en todo el territorio y que, desde la jura de la Constitución (18 de julio de 1830), estaba prohibida su introducción en el mismo. Para no generar otro conflicto, el gobierno decide indemnizar a los propietarios de los esclavos, pese a lo cual los esclavos fueron ocultados o vendidos a los saladeros de Río Grande do Sul que pagaban más que el gobierno.
El 16 de febrero de 1843 Oribe puso sitio a la ciudad de Montevideo. Sería este el tercero de los sitios en que él participara, y el más largo de todos, ya que duraría ocho años y medio, hasta el 8 de octubre de 1851.
Acto seguido, organizó nuevamente su gobierno, como si nada hubiera ocurrido desde el 24 de octubre de 1838. Designó ministros, hubo un parlamento y se dictó una ingente cantidad de disposiciones legales. Así dio comienzo el Gobierno del Cerrito, denominado de esta forma por estar instalado el cuartel general de Oribe en el Cerrito de la Victoria, donde 30 años antes hubiera iniciado su carrera de las armas y estableciendo la capital provisional de Uruguay en la ad hoc creada ciudad de Restauración (actualmente el barrio montevideano de Villa Unión). 
Fue en esta población que por primera vez se rindió oficialmente homenaje a José Gervasio Artigas, al serle dado el nombre del prócer federal a la principal avenida de Restauración. Dicho nombre le fue dado en vida del prócer (1849) y entre los primeros actos de la administración del riverista triunfante en 1852, con ayuda brasileña, Joaquín Suárez figura el de eliminar tal denominación.
El Gobierno del Cerrito controló la totalidad del país hasta 1851, exceptuando Montevideo y Colonia del Sacramento. Tuvo su puerto de ultramar alternativo en la rada del Buceo, al este de Montevideo, y aplicó la Constitución de 1830 como base de su orden jurídico. Algunas figuras destacadas de aquella administración fueron Bernardo Prudencio Berro, Cándido Juanicó, Juan Francisco Giró, Atanasio Cruz Aguirre, Carlos Villademoros y otros patricios, algunos de importante actuación política posterior.
Otro gran tema fue la propuesta de la reunificación de la Patria que realizó Rosas en 1845, con la reincorporación del Uruguay a las Provincias Unidas del Río de la Plata, anulando las imposiciones de la Convención Preliminar de Paz, dictada por la conveniencia del Imperio Británico en el Río de la Plata, en 1828. Manuel Oribe no quiso decidir o no tuvo la altura política para decidir sobre este acto trascendente y envió el tema a tratamiento de una comisión parlamentaria que se perdió en devaneos que a nada llegaron.
Sea como fuere, hacia 1850 la causa de Oribe y Rosas parecía destinada a triunfar. La revolución de 1848 en Francia, que había derribado a la monarquía de Luis Felipe, había dejado a la intemperie al Gobierno de la Defensa, sostenido por aquella. El gobierno de Montevideo no aceptó el ofrecimiento del príncipe-presidente Luis Napoleón Bonaparte de enviar, para socorrer la plaza sitiada, a los presos políticos de la represión de las Jornadas de junio, diciendo por boca de Manuel Herrera y Obes: "¿Qué sería de nosotros si vienen los comunistas?".
En 1850, el enviado de Luis Napoleón, el almirante Lepredour, firmó una convención de paz con Felipe Arana, canciller de Rosas. Un año antes lo había hecho Southern, enviado del Imperio Británico. El gobierno de la Defensa, con las horas contadas, se apresuró a involucrar su última carta: el Imperio del Brasil y el caudillo entrerriano Justo José de Urquiza.
Brasil veía con aversión el triunfo de Rosas y Oribe en el Río de la Plata, y ya desde 1848 este último hubo de repeler duramente varias incursiones brasileñas en la frontera norte, dedicadas al arreo de ganado hacia Río Grande del Sur. En cambio el caudillo entrerriano Urquiza, buscando una salida más ágil y directa para sus ganados hacia sus compradores del exterior, sin pasar por la aduana de Buenos Aires, que Rosas controlaba y cuyas rentas no socializó nunca durante sus casi 20 años de gobierno, fue tentado por Manuel Herrera y Obes quien le ofreció el puerto de Montevideo para tales efectos.
Urdida la trama, los acontecimientos se precipitaron después de agosto de 1851, cuando Urquiza se declaró en rebelión contra Rosas. Poco después penetraba en territorio oriental, marchando hacia el Cerrito para quitar de en medio a Manuel Oribe, su antiguo camarada de armas. Este ordenó a sus comandantes que detuvieran al entrerriano, pero sus órdenes fueron extrañamente desobedecidas. Casi en un abrir y cerrar de ojos, Urquiza se apersonó delante de Montevideo, conminando a Oribe a rendirse, lo que este hizo, abandonado de todos.

### Últimos años
Manuel Oribe se retiró, estando ya en los tramos finales de su existencia. Fue un devoto de la Virgen de los Treinta y Tres, a la que regaló una corona de oro.
El 12 de noviembre de 1857 falleció en el Paso del Molino, casi al final de la hoy llamada calle Uruguayana de Montevideo.
Durante su velatorio, la Bandera de los Treinta y Tres Orientales, por la que combatiera, fue sostenida por quien había sido el abanderado de la expedición e incondicional partidario suyo, Juan Spikerman. Se le decretaron honores oficiales y recibió sepultura en el cementerio del Paso del Molino, siendo posteriormente trasladado a la Iglesia de San Agustín, fundada por él en recordatorio de su esposa Agustina Contucci y Oribe, en el barrio de La Unión (nombre que tras 1852 se dio a la villa de la Restauración, contigua a su campamento militar del Cerrito).

## Familia
El 8 de febrero de 1829, Manuel Oribe se casó con su sobrina, Agustina Contucci y Oribe, con quien tuvo cuatro hijos. Anteriormente, en 1816, la actriz oriental Trinidad Guevara había tenido con él una hija, Carolina, que fue apadrinada por Gabriel Antonio Pereira.

## Lugar en la historia oficial
Manuel Oribe fue uno de los hombres públicos de Uruguay de más tardía reivindicación, sobre todo por la leyenda de crueldad acuñada durante la Guerra Grande. Aún en 1919, el destacado líder y estadista colorado José Batlle y Ordóñez escribía que ser colorado es odiar la tradición de Rosas y Oribe, y su prensa aludía siempre al Partido Nacional como el partido oribista. En el centenario de su muerte (1957) los miembros colorados del Consejo Nacional de Gobierno se negaron a ponerse de pie para homenajearlo. 
También desde filas propias hubo actitudes comparables: el diario conservador del Partido Nacional El Plata pasó por alto la conmemoración de aquel aniversario, sin mencionarlo siquiera. Se justificaba porque su fundador era de origen colorado y firmemente reaccionario, Juan Andrés Ramírez. El gran reivindicador de la figura del héroe oriental fue Luis Alberto de Herrera, quien a través de sus trabajos históricos, dejó sentada la figura de Oribe en sitial de honor.
Poco se habla en la historia oficial de un acto de Oribe que marcó el Uruguay por siempre. Durante su mandato, Juan Manuel de Rosas le escribió una carta al presidente oriental, —a través de un hombre de su entera confianza —en la cual le sugería reincorporar a la Banda Oriental, ya en aquel entonces Estado Oriental del Uruguay, a la Confederación Argentina. El presidente oriental rechazó la propuesta por motivos desconocidos, aunque no es descabellado creer que el presidente intentaba con su negativa evitar una nueva guerra con el Imperio del Brasil.

## Homenajes
- En el barrio Cordón se alza un monumento ecuestre a Oribe, obra del escultor Federico Moller de Berg.
- Numerosas calles en todo Uruguay llevan su nombre.
- La Ruta 1, que lleva de Montevideo a Colonia del Sacramento, lleva su nombre.
- En 1985 se fundó el Instituto Manuel Oribe como think tank del Partido Nacional.[5]
- Asimismo, el Liceo Departamental n.º 1 de la ciudad de Florida se denomina Instituto Manuel Oribe.[6]
- La unidad militar Grupo de Artillería 1 de 105 mm, en Santín Carlos Rossi y La Boyada, fue bautizada con su nombre en 1994.